# Sent Cric de Vilanava
Sent Cric-Vilanava (en francès Saint-Cricq-Villeneuve) és un municipi francès situat al departament de les Landes i a la regió de la Nova Aquitània.

## Demografia
| 1962                                       | 1968 | 1975 | 1982 | 1990 | 1999 | 2007 |
| ------------------------------------------ | ---- | ---- | ---- | ---- | ---- | ---- |
| 262                                        | 288  | 290  | 313  | 365  | 405  | 429  |
| Des de 1962: població sense dobles comptes |      |      |      |      |      |      |

## Administració
| Període   | Identitat   | Partit |
| --------- | ----------- | ------ |
| 2001-2008 | Paul Cabe   |        |
| 2008-     | Bernard Bop |        |